# Sgonico
Sgonico (trong tiếng Slovenia Zgonik) là một đô thị ở tỉnh Trieste trong vùng Friuli-Venezia Giulia, tọa lạc khoảng 12 km về phía tây bắc của Trieste, tại biên giới với Slovenia. Tại thời điểm ngày 31 tháng 12 năm 2004, đô thị này có dân số 2.130 người và diện tích là 31,3 km². Theo điều tra dân số năm 1971, 81,6% dân số là người Slovenia
Sgonico giáp các đô thị sau: Duino-Aurisina, Monrupino, Sežana (Slovenia), Trieste.